# Lagischa
Lagischa – niemiecki nazistowski podobóz Auschwitz-Birkenau, zlokalizowany w Łagiszy (obecnie dzielnica Będzina).

## Powstanie obozu
Podobóz utworzony na początku września 1943 r. w Łagiszy (niem. Lagischa) w pobliżu Będzina, gdzie niemiecka spółka Energie‑Versorgung Oberschlesien (EVO) prowadziła prace przygotowawcze do budowy elektrowni. Więźniowie, w liczbie 300, później 500, zostali umieszczeni w czterech barakach mieszkalnych. W podobozie funkcjonowały także: barak ambulatorium i izby chorych oraz trzy baraki służące jako magazyny i pomieszczenia gospodarcze. Więźniowie wykonywali ciężkie prace fizyczne takie jak: budowa bocznicy kolejowej prowadzącej na teren przyszłej elektrowni, wyburzanie domów i budynków gospodarczych, kopanie rowów, wyładunek części maszyn i materiałów budowlanych. Funkcję kierownika podobozu sprawował SS‑Unterscharführer Horst Czerwinski. Jak wynika z zachowanych relacji, więźniowie podobozu Lagischa traktowani byli przez strażników SS wyjątkowo okrutnie, w opisach powtarzają się często sceny znęcania się nad więźniami, bicia ich kijami i kolbami karabinów, wpędzania do basenu przeciwpożarowego na placu apelowym i spychania w wodę tych, którzy usiłowali się wydostać na brzeg. Stan załogi wartowniczej wynosił nieco ponad 30 esesmanów. Najwyższy stan osobowy – 725 więźniów – obóz osiągnął w sierpniu 1944 r. W końcu września, w związku z zarzuceniem planów budowy elektrowni, podobóz zlikwidowano, a jego więźniów przeniesiono po części do Sosnowitz i Neu‑Dachs, a pozostałych do Auschwitz I. Część załogi wartowniczej podobozu Lagischa przeniesiono do Arbeitslager Neustadt O/S w Prudniku.

## Po wojnie
18 czerwca 1947 roku zarządzeniem Ministerstwa Przemysłu i Handlu obszar 35 hektarów gruntów pod zabudowę w Łagiszy przeszedł na własność Skarbu Państwa. Teren ten został częściowo zagospodarowany w okresie międzywojennym oraz w okresie okupacji, kiedy Niemcy rozpoczęli prace przy budowie Elektrowni Walter. Powojenny polski rząd nakazał budowę elektrowni i zaproponowano trzy możliwe lokalizacje. Łagiszę wybrano ze względu na dostępne tereny pod zabudowę, a także bliskość kopalń Zagłębia, skąd miał być dostarczany węgiel. W regionie uprzemysłowionym występowała również duża liczba potencjalnych odbiorców energii elektrycznej. Inwestorzy mieli również do dyspozycji wybudowaną już infrastrukturę dla elektrowni Walter: bocznicę kolejową, magazyny oraz rozdzielnie 110 kV i 220 kV. Ostatecznie lokalizację Elektrowni Łagisza zatwierdzono 17 stycznia 1958 roku. Elektrownia powstawała w latach 1960-1970 i funkcjonuje do dziś.

## Upamiętnienie
Przed główną bramą prowadzącą do Elektrowni Łagisza stoi kamienny obelisk upamiętniający pomordowanych w podobozie Lagisza, napis głosi: “Pamięci więźniów podobozu oświęcimskiego w Łagiszy, zamordowanych w latach 1941-1945; Społeczeństwo Dzielnicy Łagisza”.